# Кінематограф Грузії

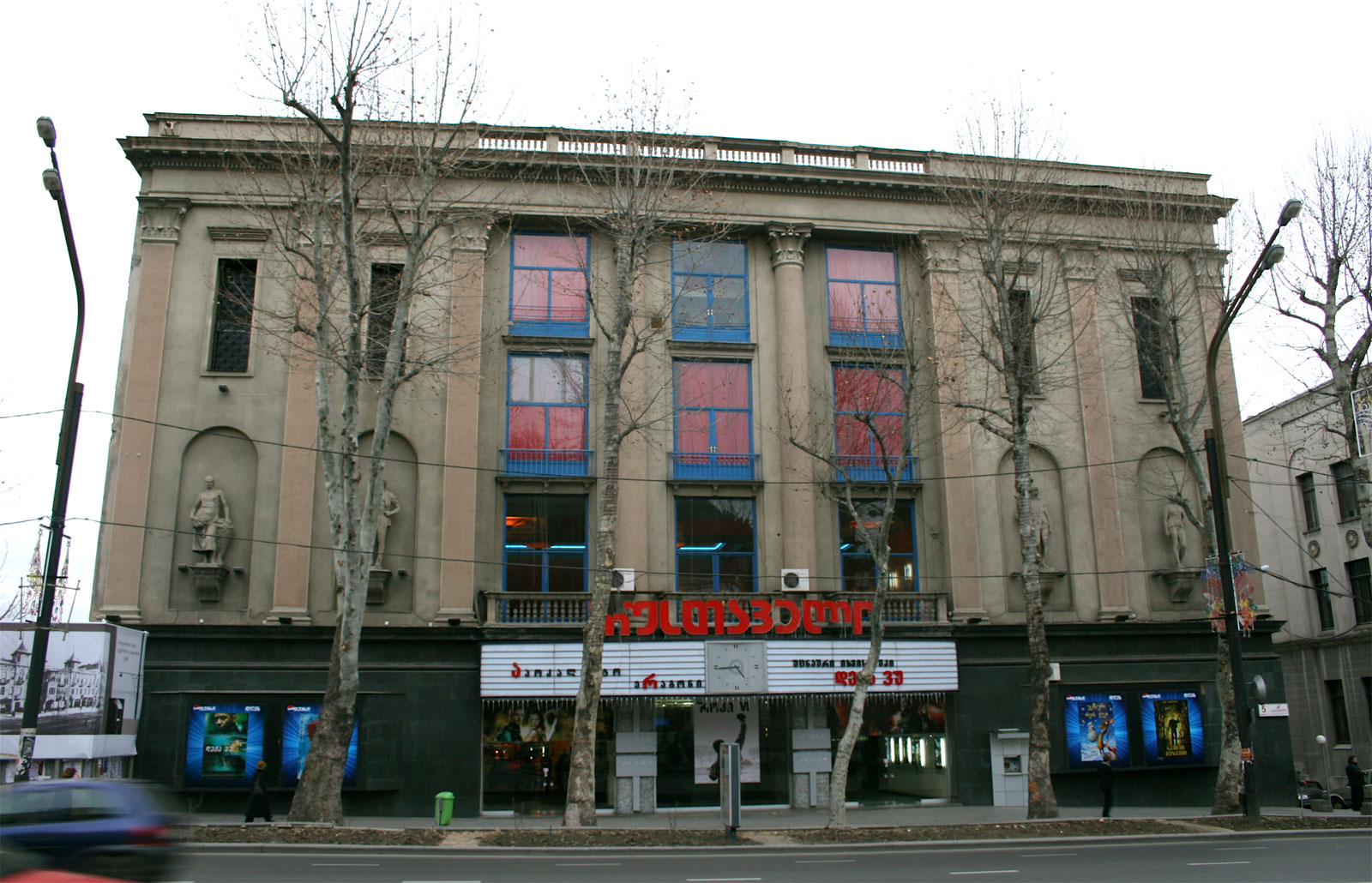
Колишній кінотеатр «Руставелі», Тбілісі.

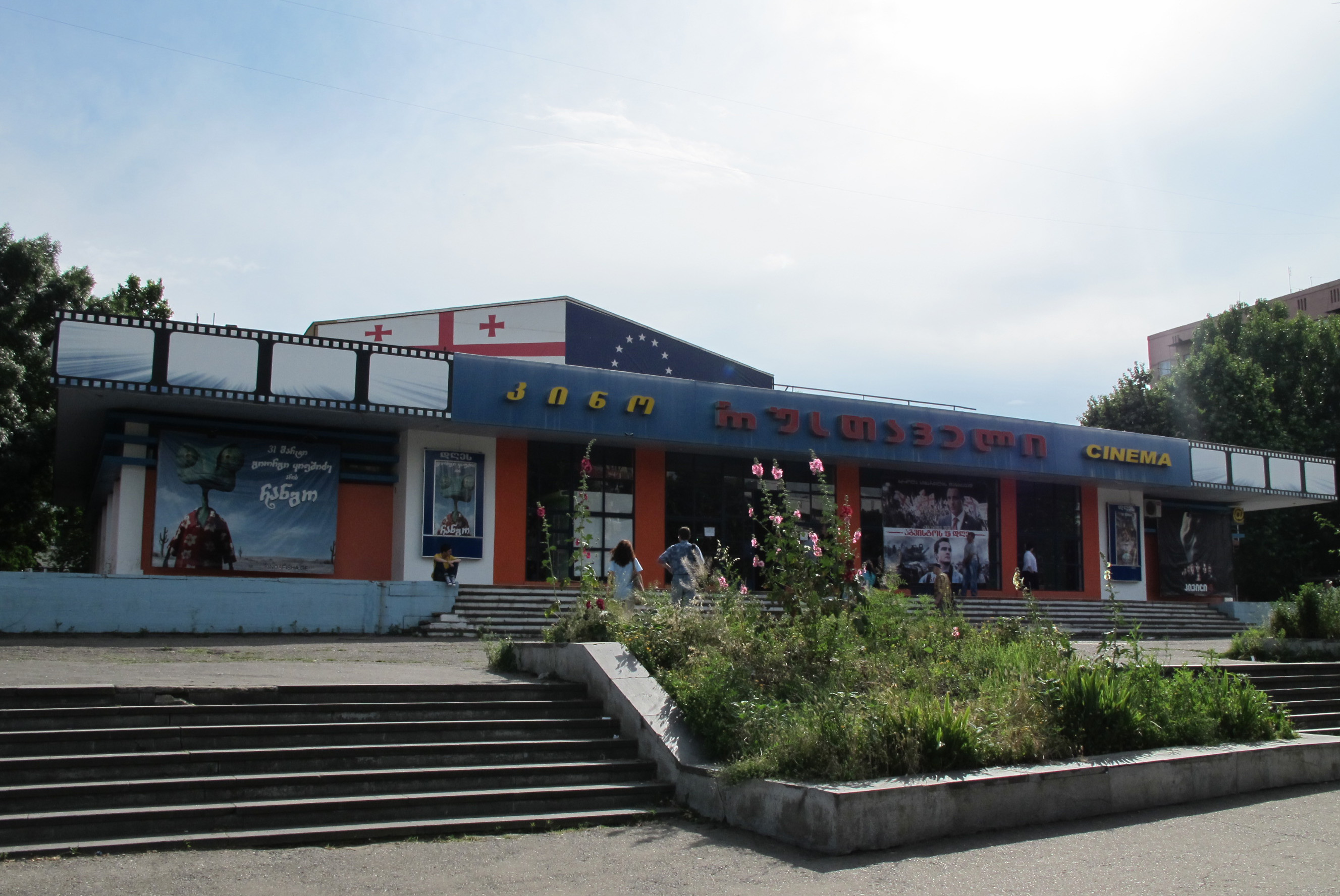
Кінотеатр «Руставелі», Руставі.

Кінематограф Грузії — термін, що позначає індустрію кіно Грузії, до нього також відносять стрічки, які були зняті грузинськими режисерами за кордоном і в період радянської окупації.
Італійський кінорежисер Федеріко Фелліні був шанувальником грузинського кіно: «Грузинське кіно — абсолютно феноменальне явище, воно яскраве та філософськи натхненне, воно вельми мудре та дитяче. Там є все, що може змусити мене плакати, а це непросто».

## Історія

### Раннє кіно
Перші грузинські фільми знято з 1908 по 1912 рік — це документальні фільми Василя Амашукелі та Олександра Дігмелова. Єдиний повнометражний документальний кінонарис Василя Амашукелі 1912 року, «Подорож Акакія Церетелі в Рача-Лечхумі», зберігся частково.

### Радянський Союз
Грузинський кінематограф у радянську епоху являє собою яскраве і своєрідне явище. Воно створювалося в основному на кіностудії «Грузія-фільм», де було знято 1200 фільмів. Крім національного колориту, грузинський кінематограф мав легко впізнавані риси, серед яких особливе почуття м'якого гумору, метафоричність і симпатія до людей. У радянський час грузинські кінематографісти в багатьох фільмах уміли уникати офіційного соцреалістичного стилю та створювали оригінальні й самобутні стрічки, що мали неабияку популярність в усьому СРСР. Фільми грузинських режисерів двічі були відзначені на Каннському кінофестивалі — «Покаяння» (гран-прі) і «Лурджа Магдани» (згадка). За радянських часів діяло 84 кінотеатри.

### Незалежна Грузія
У 2001 році державою створено Державний центр кінематографії Грузії, який, починаючи з 2003 року, частково фінансує кілька фільмів на рік, що підходять під категорію «національний фільм» після проходження конкурсного відбору. У 2011 році близько 70 % загального бюджету кіноцентру, що становив 2,4 млн доларів, витрачено на кіновиробництво. Крім виробництва, центр займається дистрибуцією і просуванням національного кінематографа за кордоном. У 2011 році у країні функціонували 5 кінотеатрів, у 2013 році — 7, у 2017 році — 23. Левову частку кінотеатрів країни володіє компанія «Руставелі Холдинг».
Найпомітніші фільми останніх років — «Дні вулиці» Левана Когуашвілі, «Інший берег» Георгія Овашвілі, які, на думку кінокритика Андрія Плахова, «генетично увібрали в себе високі художні стандарти грузинського кіно, але світовідчуття в них не шістдесятницьке, а сучасне, і реалії на екрані теж зовсім інші, більш жорсткі, і поетика, і стилістика теж». Фільм Левана Закарейшвілі «Тбілісі-Тбілісі» завоював кілька призів, зокрема став володарем кінопремії «Ніка».

#### За кордоном
Відсутність стабільного фінансування на батьківщині призвела до переїзду грузинських режисерів і акторів за кордон. Режисерка Нана Джорджадзе працює з німецькими продюсерами. Влаштувалися в Парижі Отар Іоселіані та Теймураз Баблуані. Його син режисер Гела Баблуані відомий фільмом «Тринадцять», знятим у жанрі нуар. На міжнародних фестивалях відзначені призами фільми «Вторгнення» Діто Цинцадзе і «Початок» Деї Кулумбегашвілі.

## Видатні фільми
- 1912
  - «Подорож Акакія Церетелі до Рача-Лечхумі»[en]
- 1942
  - «Георгій Саакадзе»
- 1947
  - «Колиска Акакія»[ka]
- 1948
  - «Кето і Коте»
- 1955
  - «Лурджа Магдани»
- 1956
  - «Баши-Ачук»
  - «Заноза»
- 1958
  - «Мамелюк»
- 1959
  - «Майя з Цхнеті»
- 1960
  - «Наречений без диплома»[ka]
- 1961
  - «Розповідь Глаха»[ka]
- 1962
  - «Я, бабуся, Іліко та Іларіон»
- 1964
  - «Батько солдата»
  - «Закон гір»
- 1965
  - «Інші нині часи»
- 1968
  - «Незвичайна виставка»
- 1969
  - «Правиця великого майстра»
  - «Не журись!»
  - «Піросмані»
- 1970
  - «М'яч, рукавичка та капітан»[ka]
  - «Глечик»
- 1973
  - «Викрадення місяця»
  - «Диваки»
  - «Мелодії Верійського кварталу»
- 1975
  - «Перша ластівка»
- 1976
  - «Дерево бажання»
- 1977
  - «Метелик»
  - «Міміно»
  - «Рача, любов моя»
  - «Мачуха Саманішвілі»
- 1978
  - «Дата Туташхіа»
- 1979
  - «Імеретинські ескізи»
- 1980
  - «Несерйозний чоловік»[ka]
  - «Дівчина зі швацькою машинкою»
- 1982
  - «Кукарача»
- 1983
  - «Блакитні гори, або Неправдоподібна історія»
- 1984
  - «Чіора»[ka]
- 1987
  - «Покаяння»
- 1990
  - «Білі прапори»[ka]
- 1992
  - «Сонце несплячих»
- 1994
  - «Колискова»[en]
- 1996
  - «Тисяча та один рецепт закоханого кулінара»[ka]
- 1998
  - «Озеро»[ka]
- 1999
  - «Ось і світанок»[ka]
- 2000
  - «27 вкрадених поцілунків»[ka]
- 2001
  - «Політ ангела»[ka]
- 2005
  - «Прогулянка по Карабаху»[ka]
  - «Тбілісі, Тбілісі»[ka]
- 2007
  - «Російський трикутник»[en]
- 2008
  - «Три будинки»[ka]
  - «Посередник»
- 2009
  - «Інший берег»[ka]
- 2010
  - «Дні вулиць»[ka]
  - «Шантрапа»[ka]
- 2011
  - «Білий, як сіль»[hy]
  - «Народжений у Грузії»[en]
  - «Годинникар»[ka]
- 2012
  - «Посміхайся»[ka]
- 2013
  - «Мандарини»
  - «Побачення наосліп»[ka]
  - «Довгі світлі дні»[ka]
- 2014
  - «Кукурудзяний острів»[ka]
  - «Наречені»[en]
  - «Тбілісі, я люблю тебе»[en]
  - «Кредитний ліміт»[en]
  - «Подружки моєї дружини в кіно»[ka]
- 2015
  - «Мойра»
  - «Бог щастя»[en]
  - «Селище»[en]
  - «Літо замерзлих фонтанів»[en]
- 2016
  - «Чужий дім»
  - «Хібула»[en]
- 2017
  - «Моя щаслива родина»
  - «Страшна матір»[en]
  - «Заручники»[ka]
  - «Мама»[ka]
  - «Намме»[en]
- 2020
  - «Початок»[en]

## Видатні персоналії

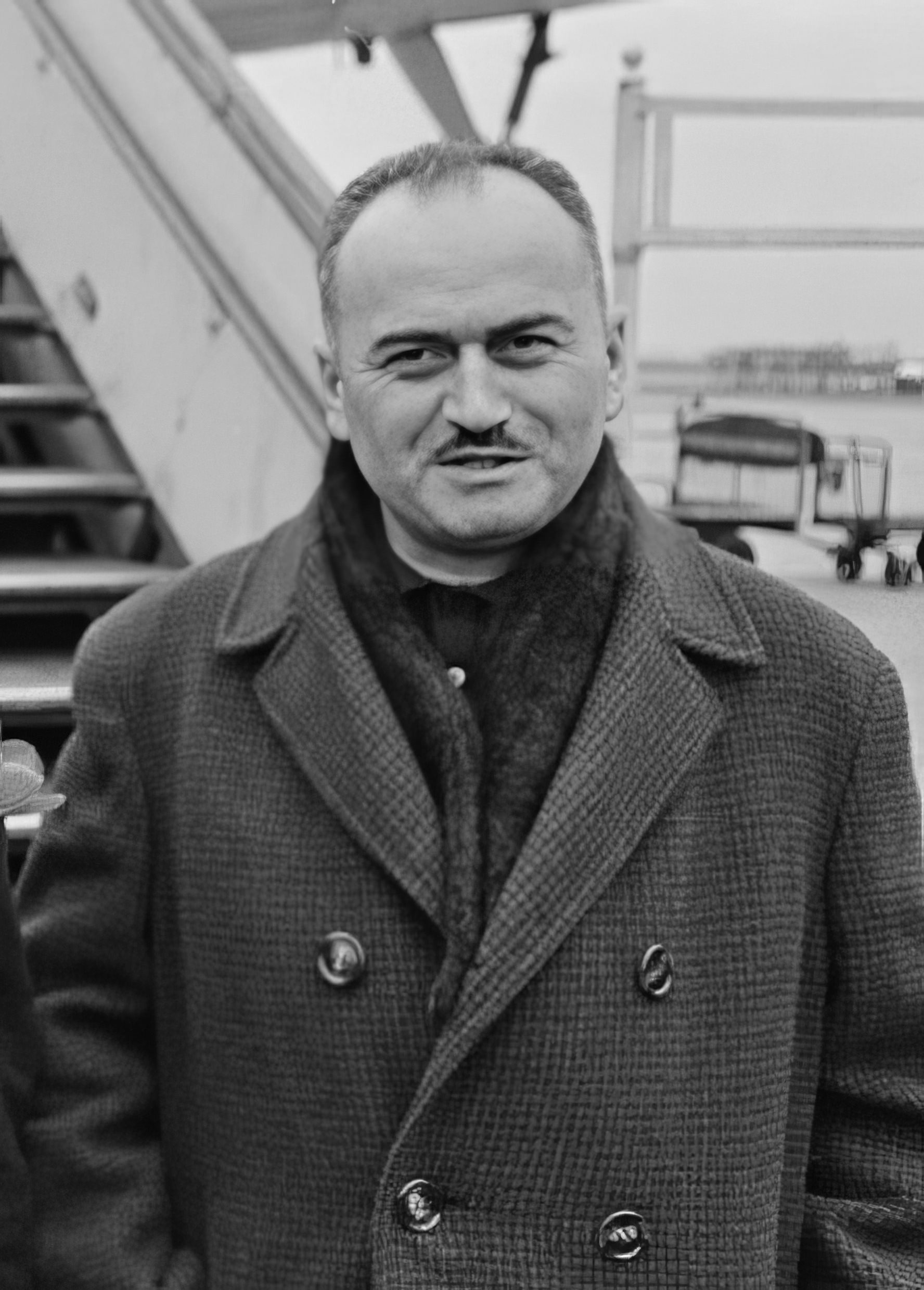
Резо Чхеїдзе.

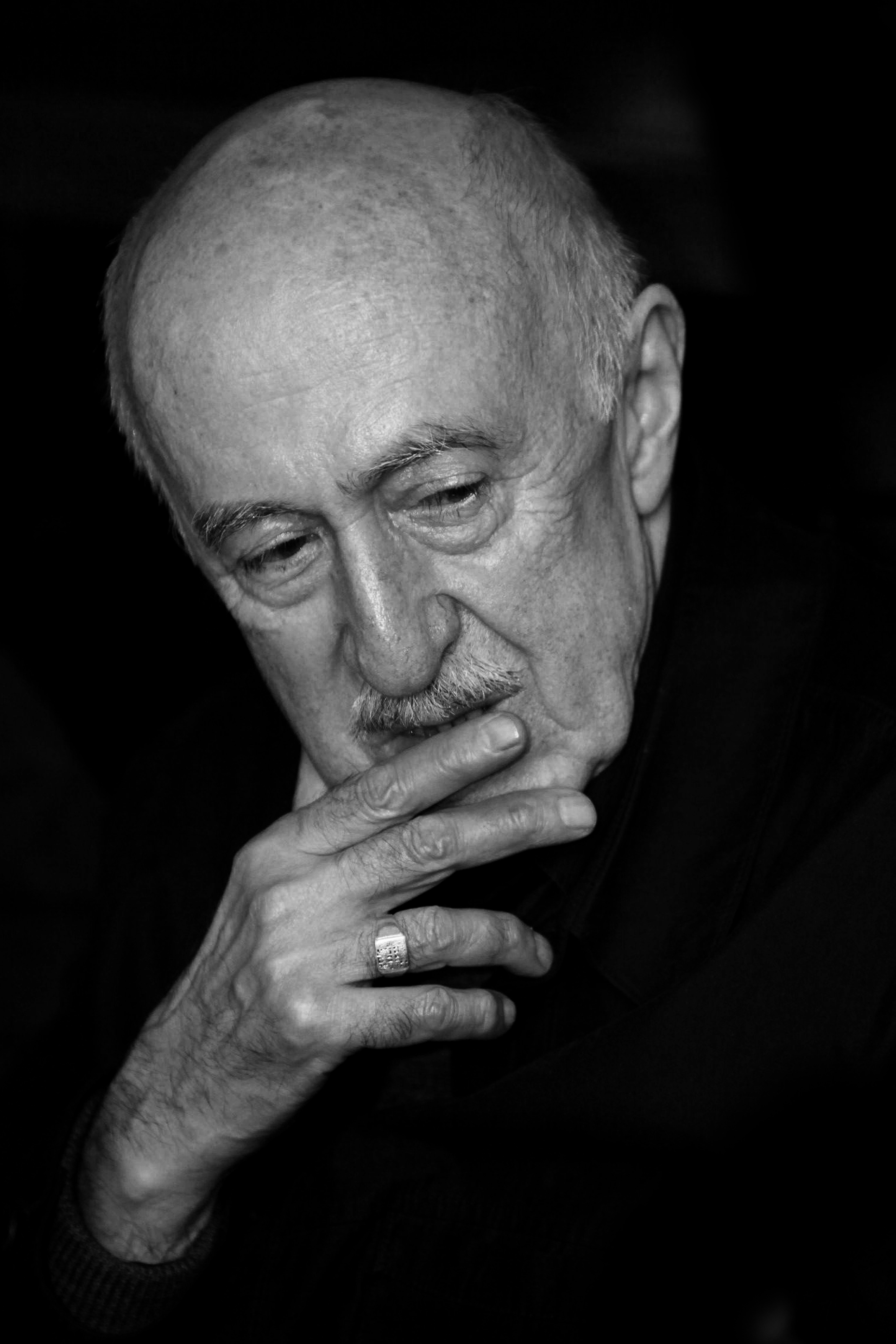
Отар Іоселіані.

- Васіл Амашукелі
- Олександр Цуцунава[ka]
- Микола Шенгелая
- Михайло Чіаруелі
- Михайло Калатозов
- Резо Чхеїдзе
- Тенгіз Абуладзе
- Ельдар Шенгелая[ka]
- Георгій Шенгелая
- Отар Іоселіані
- Михайло Кобахідзе[ka]
- Сергій Параджанов
- Лана Гогоберідзе
- Годердзі Чохелі
- Теймураз Баблуані[ka]
- Діто Цінцадзе[ka]
- Нана Джорджадзе
- Заза Урушадзе
- Георгій Овашвілі[ka]
- Леван Когуашвілі[ka]
- Нана Еквтімішвілі[ka]
- Русудан Чконія[en]
- Заза Русадзе[en]

З 2012 року основна увага грузинського кінематографа зосереджена на підтримці написання сценаріїв та європейської копродукції.